# 推拿 (小说)
《推拿》是作家毕飞宇的长篇小说，曾荣获2011年第8届茅盾文学奖。2008年9月最早出版。2014年，同名电影《推拿》上映。2019年9月23日，《推拿》入选“新中国70年70部长篇小说典藏”。

## 故事梗概
《推拿》讲述了“沙宗琪推拿中心”一群盲人推拿师的感情生活和理想生活，写出了他们的生活、爱情和梦想等各方面以及他们内心深处的挣扎。

## 主要人物
- 王大夫。
- 张一光，多才多艺的按摩员。
- 都红，按摩店最漂亮且自尊心很强的员工。

## 创作
20世纪80年代，毕飞宇患上严重的颈椎病，为了治疗颈椎病，他经常去南京市一家按摩中心接受治疗，取得了第一手素材。